# 段銭
段銭（たんせん）は、中世の日本における税の一種。
仁治2年（1241年）に鎌倉幕府が課した例が初出といわれる。国家的行事や寺社の造営など、臨時の支出が必要な時に地域を限定（多くは国ごと）し、臨時に課する。銭納が原則で、「田畑一反あたり何文」という形で課せられる。大田文に記載されている公田の数量に応じて課税する段銭を公田段銭（こうでんだんせん）と呼ぶ。一方、都市では地口銭（じくちせん）と呼ばれる税が課された。地口銭は、土地の広狭を標準にして、それを利用する人に賦課したものである。
室町時代になると度々課せられるようになり、次第に恒常的税に変貌する。段銭が賦課された国には幕府から奉行が派遣されて徴収にあたるのが原則であるが、守護に代行させて徴収させる場合もある。ただし、奉行や守護による徴収の場合、実際には彼らが算定した賦課額に上乗せをした金額を徴収して差額を得る場合もある。そのため、公家や寺院、奉公衆・奉行衆などの室町幕府官僚集団などは、段銭免除や京都の幕府倉奉行への直接納付（京済・直進）の特権を幕府から得た。
また、守護や荘園領主なども私段銭と呼ばれる私的な段銭を徴収するようになる。各領主は段銭帳を作成し、領内で賦課する段銭の基礎資料や記録とした。後に私段銭は守護大名・戦国大名による領主的な賦課へと転換していくことになる。